# Robert Hertz
Robert Hertz (22 de junio de 1881-13 de abril de 1915) fue un sociólogo francés, cuya vida fue trágicamente truncada cuando fue muerto en la Primera Guerra Mundial.
Hertz era un estudiante en la École Normale Supérieure, de la cual se graduó en filosofía en 1904, terminando como primero en su clase. Después de un corto período de estudio en Inglaterra, en el Museo Británico, regresó a Francia, donde comenzó un trabajo doctoral con Émile Durkheim y Marcel Mauss. Su especialidad fue la sociología de la religión. Siendo un importante miembro del equipo del Annee Sociologique, fue conocido por su escrito "Una contribución al estudio de la representación colectiva de la muerte" (traducido al inglés en Death and the Right Hand de Rodney Needham en 1960) que influenció posteriormente a Edward Evan Evans-Pritchard y que muchos consideran, fue un precursor del Estructuralismo de Claude Lévi-Strauss. Su disertación doctoral incompleta se tituló Pecado y Expiación en Sociedades Primitivas. Las secciones del su disertación, junto con sus artículos para el Annee Sociologique y la correspondencia que sostuvo con su esposa, han sido publicados.
- Datos: Q1972058
- Multimedia: Robert Hertz / Q1972058